# Giải bóng đá U-21 Quốc tế Báo Thanh Niên 2013
Giải bóng đá U21 Quốc tế báo Thanh niên 2013 được tổ chức lần thứ 7 diễn ra từ ngày 13 tháng 10 đến ngày 23 tháng 10 năm 2013 trên Sân vận động Ninh Thuận tại Thành phố Phan Rang, Việt Nam.

## Địa điểm thi đấu
Tất cả các trận đấu đều diễn ra trên Sân vận động Ninh Thuận tại Thành phố Phan Rang, Việt Nam.
| Phan Rang               |
| ----------------------- |
| Sân vận động Ninh Thuận |
| Sức chứa: 16,000        |
|                         |

## Thành phần tham dự
Có 5 đội tham dự bao gồm:
| Số thứ tự | Đội bóng                    | Liên đoàn | Huấn luyện viên | Đội trưởng           |
| --------- | --------------------------- | --------- | --------------- | -------------------- |
| 1         | U21 Báo Thanh niên Việt Nam | Việt Nam  | Đinh Văn Dũng   | Phạm Thế Nhật        |
| 2         | U21 Singapore               | Singapore | Robin Chitrakar |                      |
| 3         | U21 Myanmar                 | Myanmar   | Nyi Nyi Latt    |                      |
| 4         | U21 Malaysia                | Malaysia  | Ong Kim See     |                      |
| 5         | U21 Sydney                  | Úc        | Steve Corica    | Blake William Powell |

## Vòng bảng
5 đội đấu vòng tròn một lượt tính điểm chọn 4 đội đứng đầu, sau đó chọn ra 4 đội có số điểm cao nhất tham gia tranh hạng nhất, nhì, ba. 
|  | Đội bóng thi đấu chung kết |  | Đội bóng tranh hạng ba |  | Đội bóng bị loại |

Tất cả thời gian là giờ địa phương (UTC+7) tại nơi diễn ra trận đấu.

### Bảng xếp hạng
| Đội tuyển        | số trận | thắng | hoà | thua | bàn thắng | bàn thua | hiệu số | điểm |
| ---------------- | ------- | ----- | --- | ---- | --------- | -------- | ------- | ---- |
| Việt Nam         | 4       | 3     | 0   | 1    | 8         | 5        | +3      | 9    |
| Úc U21 Sydney FC | 4       | 2     | 1   | 1    | 9         | 3        | +6      | 7    |
| Malaysia         | 4       | 1     | 2   | 1    | 6         | 9        | -3      | 5    |
| Myanmar          | 4       | 1     | 1   | 2    | 4         | 6        | -2      | 4    |
| Singapore        | 4       | 0     | 2   | 2    | 5         | 9        | -4      | 2    |

### Kết quả chi tiết
| U21 Sydney       | 4–1      | U21 Singapore |
| ---------------- | -------- | ------------- |
| Alec Urosevski · | Chi tiết |               |

| U21 Báo Thanh niên Việt Nam         | 2–0      | U21 Myanmar |
| ----------------------------------- | -------- | ----------- |
| Nguyễn Đình Bảo 16' · Hồ Sỹ Sâm 90' | Chi tiết |             |

| U21 Myanmar | 1–2      | U21 Malaysia |
| ----------- | -------- | ------------ |
|             | Chi tiết |              |

| U21 Báo Thanh niên Việt Nam | 1–0      | U21 Singapore |
| --------------------------- | -------- | ------------- |
| Cao Xuân Thắng              | Chi tiết |               |

| U21 Singapore                          | 2–2      | U21 Myanmar          |
| -------------------------------------- | -------- | -------------------- |
| Ignasius Ang 65' · Shamil Sharif 90+2' | Chi tiết | 35' · Than Paing 39' |

| U21 Malaysia     | 1–1      | U21 Sydney         |
| ---------------- | -------- | ------------------ |
| Faizat Ghana 23' | Chi tiết | Alec Urosevski 64' |

| U21 Malaysia | 2–2      | U21 Singapore |
| ------------ | -------- | ------------- |
|              | Chi tiết |               |

| U21 Sydney           | 4–0      | U21 Báo Thanh niên Việt Nam |
| -------------------- | -------- | --------------------------- |
| Alec Urosevski 12' · | Chi tiết |                             |

| U21 Sydney | 0–1      | U21 Myanmar |
| ---------- | -------- | ----------- |
|            | Chi tiết |             |

| U21 Malaysia     | 1–5      | U21 Báo Thanh niên Việt Nam                                                       |
| ---------------- | -------- | --------------------------------------------------------------------------------- |
| 40' · Nordin 60' | Chi tiết | Việt Phong 13' · Giang Trần Quách Tân 19', 37' · Văn Thuận 61' · Hồ Khắc Ngọc 63' |

## Trận đấu loại trực tiếp

### Tranh hạng ba
| U21 Malaysia | 2–1      | U21 Myanmar |
| ------------ | -------- | ----------- |
|              | Chi tiết |             |

### Chung kết
| U21 Báo Thanh niên Việt Nam | 1–1            | U21 Sydney |
| --------------------------- | -------------- | ---------- |
| Nguyễn Đình Bảo 64'         | Chi tiết Video | 43'        |
| Loạt sút luân lưu           |                |            |
|                             | 4–1            |            |

## Kết quả chung cuộc
- Đội vô địch:  U21 Báo Thanh niên Việt Nam
- Đội thứ Nhì:  U21 Sydney
- Đội thứ Ba:  U21 Malaysia
- Giải phong cách:  U21 Myanmar
- Cầu thủ xuất sắc nhất:  Hồ Khắc Ngọc (U21 Báo Thanh niên Việt Nam)
- Cầu thủ Việt Nam xuất sắc nhất:  Phạm Thế Nhật (U21 Báo Thanh niên Việt Nam)
- Cầu thủ ghi nhiều bàn thắng nhất:  Alex Urosevski (U21 Sydney) với 5 bàn thắng
- Thủ môn xuất sắc nhất:  Tristan John Prendergast (U21 Sydney)